# Ding Xia
Ding Xia (丁霞S, Dīng XiáP; Shijiazhuang, 13 gennaio 1990) è una pallavolista cinese, palleggiatrice del Liaoning.

## Carriera

### Club
Inizia la sua carriera nel settore giovanile dello Hebei, dove gioca fino al 2009, quando diventa professionistica con il Liaoning, debuttando nella Chinese Volleyball League nella stagione 2009-10: vi resta legata per un decennio, finché nella seconda metà della stagione 2018-19 viene ceduta in prestito al Beijing, con il quale conquista lo scudetto. Torna in forza al Liaoning già nella stagione seguente, restandovi per un quadriennio.
Nel campionato 2023-24 gioca per la prima volta all'estero, approdando al Chemik Police, in Liga Siatkówki Kobiet, e vincendo sia la Supercoppa polacca che lo scudetto. Nel campionato seguente torna a indossare la casacca del Liaoning.

### Nazionale
Nel 2014 debutta nella nazionale cinese in occasione del Montreux Volley Masters, per poi vincere la medaglia d'oro alla Coppa asiatica, dove viene premiata come miglior palleggiatrice, e quella d'argento ai XVII Giochi asiatici. Un anno dopo si aggiudica la medaglia d'oro al campionato asiatico e oceaniano e alla Coppa del Mondo, mentre nel 2016 vince la medaglia d'oro ai Giochi olimpici di Rio de Janeiro.
Dopo aver conquistato l'oro alla Grand Champions Cup 2017, si aggiudica il bronzo alla Volleyball Nations League 2018 e al campionato mondiale 2018, mentre nel 2023 vince l'oro ai XIX Giochi asiatici.

## Palmarès

### Club
- Campionato cinese: 1

2018-19
- Campionato polacco: 1

2023-24
- Supercoppa polacca: 1

2023

### Nazionale (competizioni minori)
- Coppa asiatica 2014
- Giochi asiatici 2014
- Giochi asiatici 2022

### Premi individuali
- 2014 - Coppa asiatica: Miglior palleggiatrice
- 2017 - World Grand Prix: Miglior palleggiatrice
- 2019 - Coppa del Mondo: Miglior palleggiatrice